# عین النعمان
عین النعمان یک منطقهٔ مسکونی در قطر است که در الشمال (شهرداری) واقع شده‌است.